# Опел адам
Опел адам је мали аутомобил који производи немачка фабрика аутомобила Опел. Производи се од 2012. године.

## Историјат
Представљен је на сајму аутомобила у Франкфурту 2012. године, а на тржишту се нашао почетком 2013. године. У Уједињеном Краљевству се продаје под брендом Воксол. Назив адам је добио по оснивачу бренда Адаму Опелу. Заснован је на скраћеној платформи корсе четврте генерације.
Доступан је у три нивоа опреме, као и у широком избору боја екстеријера и ентеријера. Нуди 82.000 комбинација стила ентеријера, а 2013. године је освојио награду за најбољи ентеријер. Адам је једини аутомобил у А сегменту који се склапа искључиво у Немачкој. Производи се у граду Ајзенаху.
Мотори у адаму су бензински троцилиндрични од 1000 кубика (90 и 115 КС), четвороцилиндрични од 1200 кубика (70 КС) и 1400 кубика (87 и 100 КС).
На Euro NCAP креш тестовима аутомобил је 2013. године добио четири звездице од могућих пет.